# LinkNYC
LinkNYC es un proyecto de infraestructuras que proporciona servicio Wi-Fi gratuito en la ciudad de Nueva York. La oficina del alcalde de Nueva York, Bill de Blasio, anunció el plan el 17 de noviembre de 2014, y la instalación de los primeros quioscos o "Links", comenzó a finales de 2015. Los Links sustituyen a la red municipal de entre 9000 y 13 000 teléfonos públicos, cuyo contrato expiró en octubre de 2014. Los quioscos LinkNYC se idearon después de que el gobierno de la ciudad de Nueva York convocara varios concursos para sustituir el sistema de teléfonos públicos. El concurso más reciente, celebrado en 2014, dio como resultado la adjudicación del contrato al consorcio CityBridge, formado por Qualcomm; Titan y Control Group, que ahora forman Intersection y Comark.
Todos los Links de 2,9 m de altura (9,5 pies) cuentan con dos pantallas de alta definición de 140 cm (55 pulgadas) en sus laterales, tabletas Android para acceder a mapas de la ciudad, direcciones y servicios, y realizar videollamadas, dos estaciones de carga USB gratuitas para teléfonos inteligentes y un teléfono que permite realizar llamadas gratuitas a los 50 estados y a Washington D. C. Los Links también permiten utilizar tarjetas telefónicas para realizar llamadas internacionales y cada uno cuenta con un botón para llamar directamente al 911. Desde 2022, CityBridge también ha instalado postes de 9,8 m de altura bajo la marca Link5G, que proporcionan tanto Wi-Fi como servicio 5G.
El proyecto lleva a los cinco distritos una cobertura de Internet inalámbrica, cifrada y gratuita, convirtiendo antiguos teléfonos públicos en puntos de acceso Wi-Fi en los que también se pueden hacer llamadas sin costo alguno. En 2020 habrá 1.869 Link en toda la ciudad; con el tiempo se prevé instalar 7.500 Link en el área metropolitana de Nueva York, lo que convertirá al sistema en el más rápido y extenso del mundo. Intersection también ha instalado InLinks en ciudades del Reino Unido. Los Links se consideran un modelo para futuras construcciones urbanas como parte de la infraestructura y los bancos de datos de las ciudades inteligentes.
Desde la instalación de los Links, han surgido varias preocupaciones respecto a las características de los quioscos. Los defensores de la privacidad han afirmado que los datos de los usuarios de LinkNYC pueden recopilarse y utilizarse para rastrear sus movimientos por la ciudad. También preocupa la posibilidad de que los ciberdelincuentes secuestren los Links o cambien el nombre de sus redes inalámbricas personales por el mismo que el de la red LinkNYC para robar los datos de los usuarios de esta última. Además, antes de septiembre de 2016, las tabletas de los Links podían utilizarse para navegar por Internet. En el verano de 2016, surgió la preocupación de que los navegadores de las tabletas de los Links se utilizaban con fines ilícitos; a pesar de la implantación de filtros de contenidos en los quioscos, las actividades ilícitas continuaron, y los navegadores fueron desactivados.

## Historia

### Teléfonos públicos y planes de reutilización

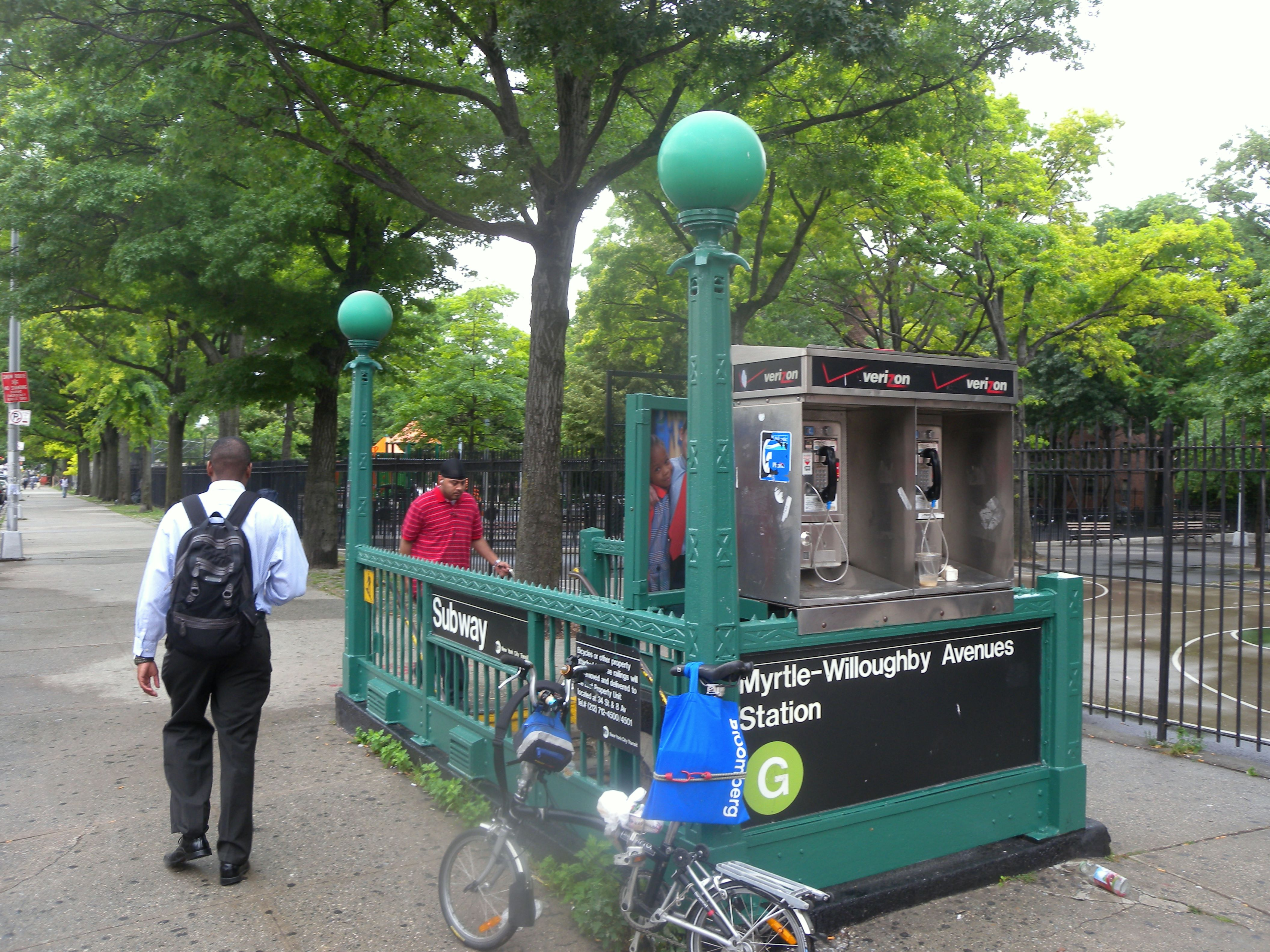
Uno de los 9.000 a 13.000 teléfonos públicos antiguos de Nueva York en la estación de metro de las Avenidas Myrtle-Willoughby.

En 1999, trece empresas firmaron un contrato que les obligaba legalmente a mantener los teléfonos públicos de la ciudad de Nueva York durante quince años.En 2000, las decenas de miles de teléfonos públicos de la ciudad formaban parte de los 2,2 millones que había en todo Estados Unidos.Desde entonces, el uso de estos teléfonos públicos había ido disminuyendo con la llegada de los teléfonos móviles.En julio de 2012, había 13 000 teléfonos en más de 10 000 ubicaciones individuales;ese número se había reducido a 9133 teléfonos en 7.302 ubicaciones en abril de 2014,en un momento en el que el número de teléfonos públicos en Estados Unidos había disminuido más del 75%, hasta 500 000.El contrato con los trece operadores de teléfonos públicos expiraba en octubre de 2014, momento a partir del cual se desconocía el futuro de los teléfonos públicos.
En julio de 2012, el Gobierno de la ciudad de Nueva York lanzó una solicitud pública de información, en la que pedía comentarios sobre los usos futuros de estos teléfonos públicos. La solicitud de información presentaba preguntas como "¿Qué servicios de comunicación alternativos cubrirían una necesidad?; "Si se mantienen, ¿deberían revisarse sustancialmente los diseños actuales de los recintos de los teléfonos públicos en las aceras?"; y "¿Debería cambiar el número actual de teléfonos públicos en las aceras de la ciudad y, en caso afirmativo, cómo?". A través de la solicitud de información, el gobierno de la ciudad de Nueva York buscó nuevos usos para los teléfonos públicos, incluyendo una combinación de "puntos de acceso inalámbricos públicos, paneles táctiles de orientación, quioscos de información, estaciones de carga para dispositivos de comunicaciones móviles y tablones de anuncios electrónicos de la comunidad",todas las cuales finalmente se convirtieron en las características de los quioscos que se incluyeron en la propuesta LinkNYC.
En 2013, un año antes de que expirara el contrato de los teléfonos públicos, se convocó un concurso para buscar ideas sobre cómo dar un nuevo uso a la red de teléfonos públicos.El concurso, convocado por el Gobierno de Michael Bloomberg, amplió la idea del proyecto piloto. Se presentaron 125 propuestas para crear una red Wi-Fi, pero ninguna de ellas explicaba en detalle cómo se llevaría a cabo.

### Proyectos anteriores de Wi-Fi gratuito
En 2012, el Gobierno de Nueva York instaló routers Wi-Fi en 10 teléfonos públicos de la ciudad (siete en Manhattan, dos en Brooklyn y uno en Queens) como parte de un proyecto piloto. El Wi-Fi era gratuito y podía utilizarse en todo momento.La señal era detectable desde un radio de alrededor de 100 m (unos 330 pies). Dos de las mayores empresas de publicidad de Nueva York (Van Wagner y Titan, propietarias en conjunto de más de 9000 de los 12 000 teléfonos públicos de la ciudad en aquel momento) pagaron 2.000 dólares por router,sin ninguna aportación económica de la ciudad ni de los contribuyentes.Aunque los teléfonos públicos que participaron en el proyecto piloto Wi-Fi estaban mal señalizados, la conexión que ofrecían era significativamente más rápida que la de otras redes Wi-Fi públicas gratuitas disponibles en otras zonas.
El barrio de Harlem en Manhattan, recibió Wi-Fi gratuito a partir de finales de 2013.Los routers se instalaron en tres fases dentro de un área de 95 manzanas entre la calle 110, el bulevar Frederick Douglass, la calle 138 y la avenida Madison. La fase 1, de la calle 110 a la 120, terminó en 2013; la fase 2, de la calle 121 a la 126, se esperaba que estuviera terminada en febrero de 2014; y la fase 3, el área restante, se suponía que estaría terminada en mayo de 2014.Se calculó que la red daría servicio a 80.000 habitantes de Harlem, 13 000 de ellos en viviendas sociales que, de otro modo, no habrían tenido acceso a internet de banda ancha en casa.En su momento, fue calificada como la "red Wi-Fi pública gratuita y continua" más extensa de Estados Unidos.

### Ofertas
El 30 de abril de 2014, el Departamento de Tecnologías de la Información y Telecomunicaciones de la ciudad de Nueva York (DOITT: Department of Information Technology and Telecommunications) solicitó propuestas para convertir los más de 7.000 teléfonos públicos de la ciudad en una red Wi-Fi para toda la ciudad.Se convocó un nuevo concurso, cuyo ganador podría recibir un contrato de 12 años para mantener hasta 10.000 puntos de comunicación.Los puntos de comunicación tendrían, en principio, servicio Wi-Fi gratuito, publicidad y llamadas gratuitas al menos al 9-1-1 (el servicio de emergencias) o al 3-1-1 (el teléfono de información de la ciudad).
El contrato obligaría al operador o al consorcio operador, a pagar cada año a la ciudad de Nueva York "17,5 millones de dólares o el 50% de los ingresos brutos, si esta cantidad es mayor". Los puntos de comunicación podrían tener hasta 3,12 m de altura, frente a los 2,29 m de altura de las cabinas telefónicas; sin embargo, el espacio publicitario de estos puntos sólo podría albergar hasta 1,98 m² de anuncios, es decir, aproximadamente la mitad del máximo de 3,86 m² de espacio publicitario permitido en las cabinas telefónicas existentes. Seguiría siendo necesario que hubiera servicio telefónico en estos Link porque los teléfonos públicos se siguen utilizando a menudo: en conjunto, los casi 12 000 teléfonos públicos de la ciudad de Nueva York se utilizaron 27 millones de veces en 2011, lo que equivale a que cada teléfono se utiliza unas 6 veces al día.
En noviembre de 2014, la licitación se adjudicó al consorcio CityBridge, formado por Qualcomm, Titan, Control Group y Comark. En junio de 2015, Control Group y Titan anunciaron su fusión para formar una sola empresa llamada Intersection. Intersection está dirigida por un grupo de inversores liderado por Sidewalk Labs, que gestiona la empresa como una filial de Alphabet Inc. centrada en resolver problemas exclusivos de los entornos urbanos. Daniel L. Doctoroff, antiguo consejero delegado de Bloomberg L.P. y exteniente de alcalde de Desarrollo Económico y Reconstrucción de Nueva York, es el consejero delegado de Sidewalk Labs.

### Instalación de quioscos

#### Quioscos iniciales

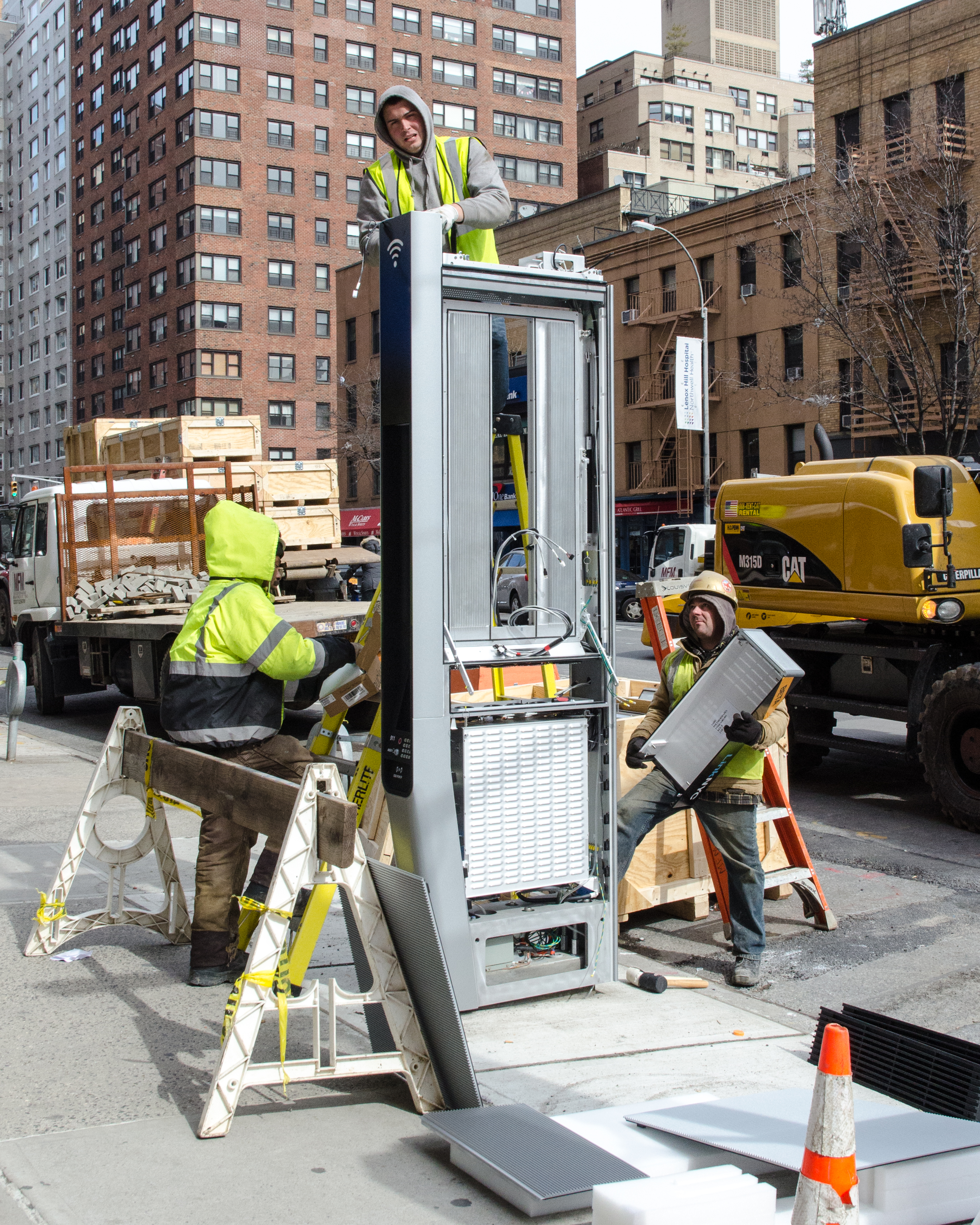
Instalación de Link

CityBridge anunció que instalaría unos 7000 quioscos, llamados "Links", cerca de los lugares donde los clientes pudieran utilizar la red Wi-Fi LinkNYC. La cobertura estaba prevista para finales de 2015, comenzando con unos 500 Links en zonas que ya disponen de teléfonos públicos, y posteriormente en otras zonas. Estos Links debían estar ya operativos a finales de año. El proyecto requeriría la instalación de 640 km de nuevos cables de comunicación. El proyecto LinkNYC se realizaría en coordinación con los presidentes de los distritos, los distritos de mejora empresarial, el Ayuntamiento de Nueva York y las juntas vecinales de la ciudad.Se espera que el proyecto cree hasta 800 puestos de trabajo, incluidos entre 100 y 150 empleos a tiempo completo en CityBridge, así como 650 puestos de apoyo técnico.Sobre los planes de LinkNYC, el alcalde de Nueva York, Bill de Blasio, dijo

Con esta propuesta de la mayor y más rápida red Wi-Fi municipal del mundo, accesible y gratuita para todos los neoyorquinos y visitantes por igual, estamos dando un paso decisivo hacia una ciudad más igualitaria, abierta y conectada, para todos los neoyorquinos, en todos los distritos.

En diciembre de 2014, la red fue aprobada por el Comité de Revisión de Franquicias y Concesiones de la ciudad de Nueva York.La instalación de dos estaciones en la Tercera Avenida (en las calles 15 y 17), comenzó el 28 de diciembre de 2015,y a esta le siguieron otras estaciones en la Tercera Avenida por debajo de la calle 58,así como en la Octava Avenida.Tras algunos retrasos, los primeros Links entraron en funcionamiento en enero de 2016.En febrero de 2016 se anunció la red pública.Se dio prioridad a la instalación de quioscos LinkNYC en lugares como St. George, Jamaica, South Bronx y Avenida Flatbush, que recibieron a finales de 2016.
La gran mayoría de los teléfonos públicos iban a ser demolidos y sustituidos por Link.Sin embargo, se prevé conservar tres o cuatrobancos de teléfonos públicos a lo largo de Undécima Avenida, en el Upper West Side, en lugar de sustituirlos por Link. Estos teléfonos públicos son los únicos totalmente cerrados que quedan en Manhattan.El proceso de conservación incluye la creación de nuevas cabinas totalmente cerradas para el lugar, lo que supone una dificultad porque ese modelo específico de cabinas telefónicas ya no se fabrica. El Gobierno de la ciudad de Nueva York e Intersection acordaron preservar estos teléfonos públicos por su valor histórico y porque eran una reliquia de la comunidad del Upper West Side, ya que habían aparecido en la película de 2002 Phone Booth y en el libro de 2010 "The Lonely Phone Booth".

#### Expansión y problemas
A mediados de julio de 2016, el despliegue previsto de 500 Link en toda la ciudad de Nueva York estaba a punto de producirse, aunque la instalación se realizó a un ritmo más lento.En septiembre de 2016, había 400 Link en tres distritos,la mayoría de los cuales estaban en Manhattan, aunque había al menos 25 Link en el Bronx y varios Link adicionales en Queens. En noviembre de 2016, se instalaron los dos primeros Link en Brooklyn, con planes para instalar nueve Link más en varios lugares alrededor de Brooklyn antes de fin de año.Por esas fechas, Staten Island recibió sus primeros Link , que se instalaron en New Dorp.Los Links se instalaban a un ritmo medio de diez al día en todos los distritos,con un objetivo previsto de 500 centros para finales de 2016.En julio de 2017, se habían instalado 920 Link en toda la ciudad.En enero de 2018, esta cifra aumentó a 1250 y, en septiembre de 2018,a 1600.
Según lo previsto inicialmente, en julio de 2019 habría 4.550 puntos de conexióny en 2024, 7.500,lo que convertiría a LinkNYC en la red Wi-Fi pública y gestionada por el gobierno más grande y rápida del mundo.Algo más de la mitad, el 52%, de los centros estarían en Manhattan y el resto en los distritos periféricos.La red tendría capacidad para hasta 10 000 Link, según el contrato.El coste total de la instalación se estima en más de 200 millones de dólares.La red final incluye 736 Link en el Bronx, 361 de los cuales tendrán publicidad y velocidades de red rápidas; así como más de 2.500 en Manhattan, la mayoría con publicidad y velocidades de red rápidas.En diciembre de 2019, solo se habían instalado 1.774 quioscos LinkNYC en toda la ciudad; los quioscos se concentraban principalmente en los barrios ricos de Manhattan, aunque también había varios quioscos en Harlem, el sur del Bronx y Queens.
CityBridge había instalado 1.869 quioscos en mayo de 2020,la mayoría en Manhattan. CityBridge solo había proporcionado tres quintas partes del número de quioscos que se esperaba que proporcionara en ese momento. El contralor del estado de Nueva York, Thomas DiNapoli, publicó un informe en 2021, en el que descubrió que 86 de los 185 códigos postales de la ciudad tenían quioscos; Manhattan era el único distrito que tenía quioscos LinkNYC en la gran mayoría de sus códigos postales.

### Instalación de postes 5G

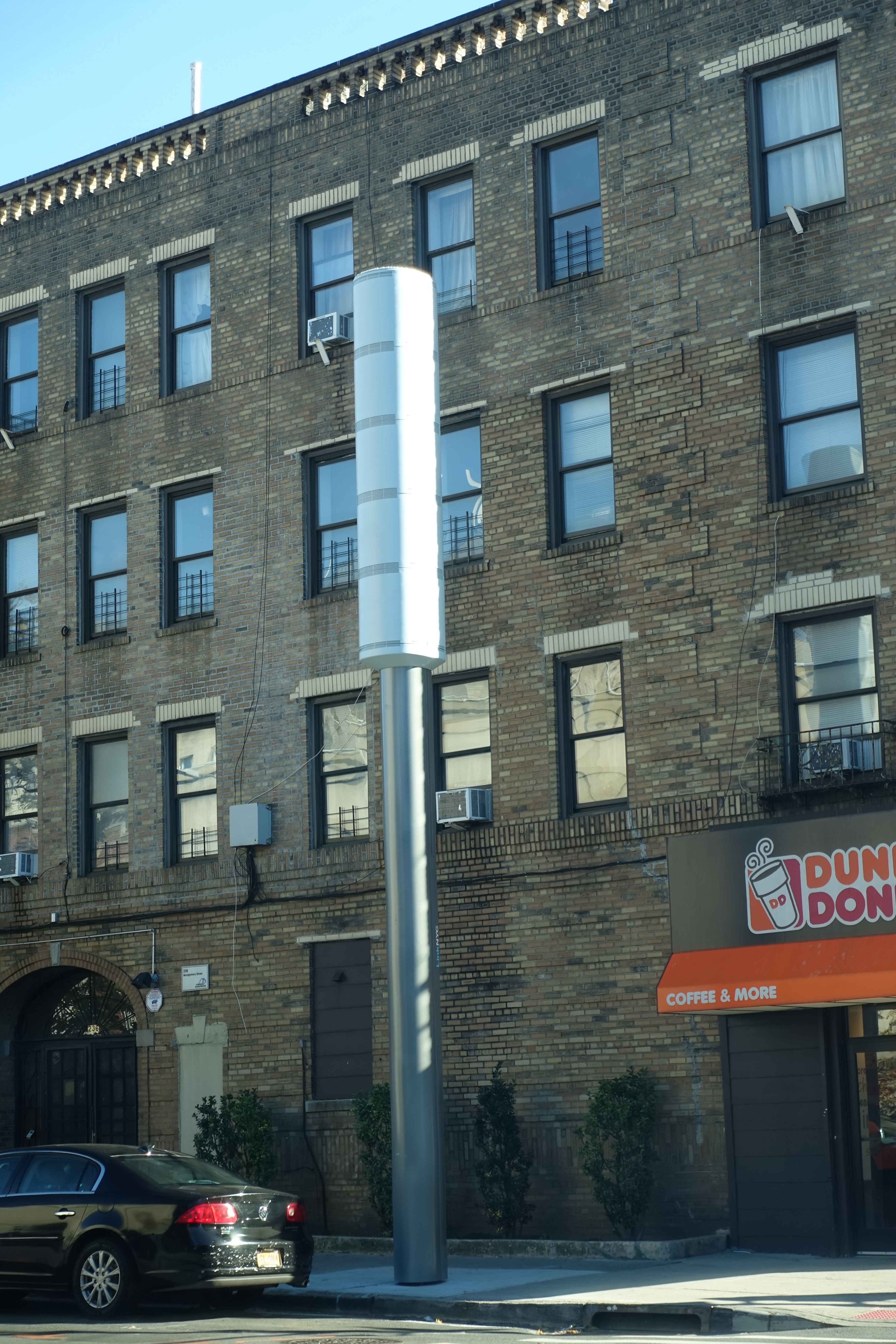
Un poste Link5G en Brooklyn

En octubre de 2021, CityBridge presentó diseños a la Comisión de Diseño Público de la ciudad de Nueva York para la instalación de postes de 9,8 m de altura (32 pies), capaces de transmitir señales inalámbricas 5G, bajo la marca Link5G.La Comisión de Diseño Público inicialmente solo aprobó la construcción de postes Link5G en barrios comerciales e industriales.El primero de estos postes se instaló en la intersección de Avenida Hunters Point y la calle 30 en Long Island City, Queens, en marzo de 2022 y se utilizó para realizar pruebas.Como parte de un acuerdo con el gobierno de la ciudad, se iban a instalar más de 2000 postes en zonas de la ciudad que carecían de un servicio de Internet fiable. Según el acuerdo con CityBridge, la ciudad recibiría el 8% de los primeros 200 millones de dólares de beneficios del proyecto Link5G, así como la mitad de todos los ingresos superiores a 200 millones.El primer poste de acceso público se instaló en Morris Heights (Bronx) en julio de 2022. A finales de año, CityBridge había instalado 26 postes Link5G en toda la ciudad.
Un estudio sobre 2023 realizado por LinkNYC reveló que, aunque casi la mitad de los residentes encuestados desconocían la existencia de los postes, los que sí lo sabían apoyaban en gran medida el programa.No obstante, a medida que se desplegaban más postes por la ciudad en 2023, los residentes expresaron su preocupación por el aspecto y la altura de los postes Link5G; algunos opositores también citaron información errónea relacionada con la tecnología 5G.Barrios como el West Villagey el Upper East Side se opusieron a los postes Link5G.Por el contrario, funcionarios municipales y empresas apoyaron la instalación de los postes. A raíz de una carta del representante estadounidense Jerrold Nadler, la Comisión Federal de Comunicaciones (FCC: Federal Communications Commission) dictaminó en abril de 2023 que los postes debían someterse a revisiones medioambientales y de preservación histórica.Todas las torres 5G previstas en el Upper East Side, excepto una, se cancelaron en 2024 porque infringían las normativas de los distritos históricos.

## Descripción

### Link
Los Links miden 2,9 m (9,5 pies) de altura y cumplen la Ley de Estadounidenses con Discapacidades de 1990.Cada Link cuenta con dos pantallas de alta definición de 140 cm (55 pulgadas)para anunciosy anuncios de servicio público. Hay una tableta Android integrada en cada Link, que se puede utilizar para acceder a mapas de la ciudad, direcciones y servicios, así como para realizar videollamadas; Anteriormente también estaban disponibles para permitir a los usuarios utilizar Internet, pero estos navegadores se han desactivado debido al abuso.

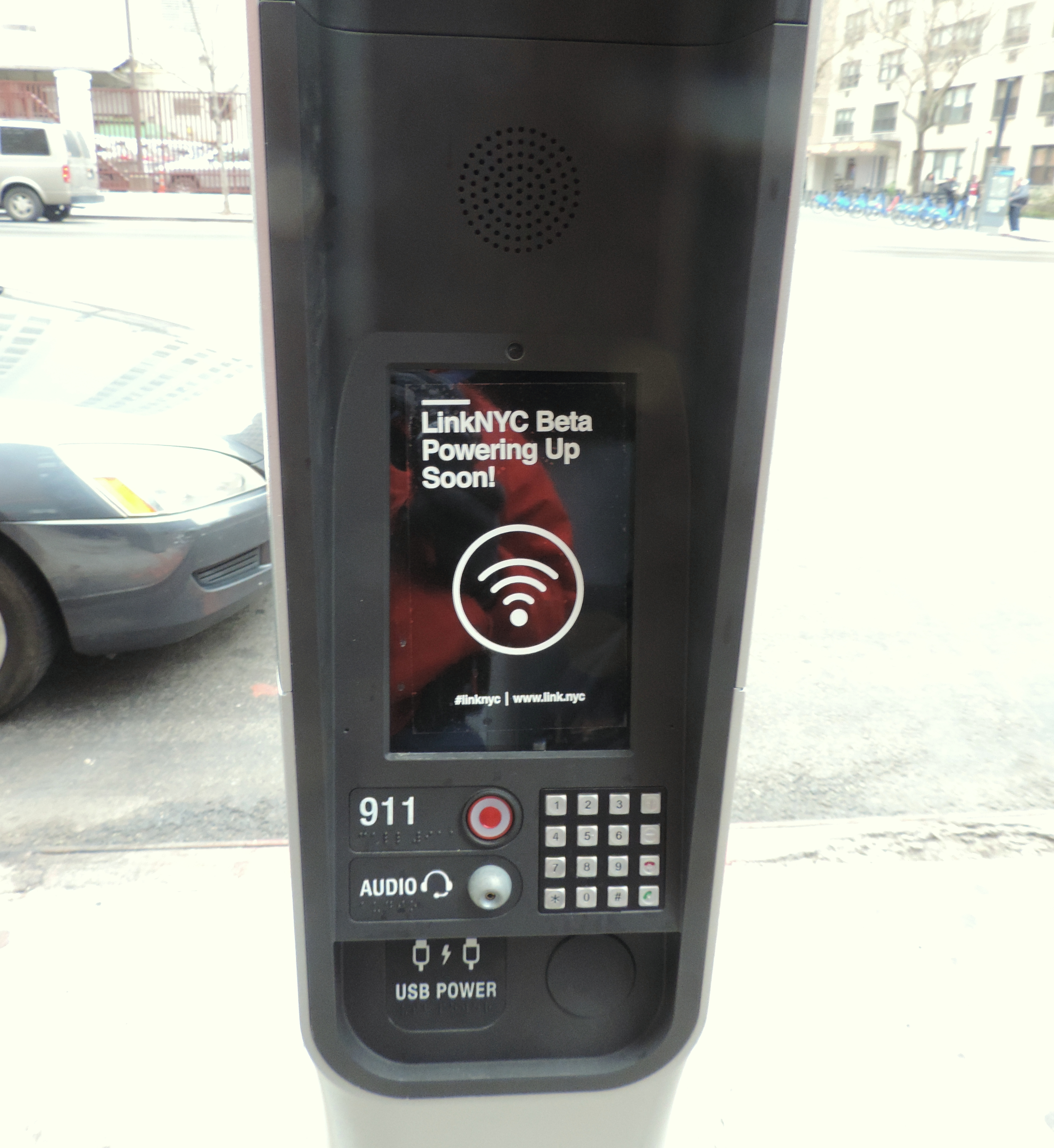
Tableta con teclado, botón 9-1-1 y conector para auriculares

Cada Link incluye dos estaciones de carga USB gratuitas para teléfonos inteligentes, así como un teléfono que permite realizar llamadas gratuitas a los 50 estados y a Washington D.C. Los Links permiten realizar llamadas telefónicas (utilizando el teclado y el conector de auriculares situado a la izquierda del teclado) o videollamadas (utilizando la tableta). Vonage ofrece este servicio de llamadas nacionales gratuitas, así como la posibilidad de realizar llamadas internacionales con tarjetas telefónicas.Los Links incorporan un botón rojo de llamada al 9-1-1 entre la tableta y la toma de auriculares,y pueden utilizarse para llamar al teléfono de información 3-1-1.
Los Links se pueden utilizar para completar tareas sencillas específicas en el tiempo,como registrarse para votar. En abril de 2017, se equiparon con otra aplicación, Aunt Bertha, que permitía encontrar servicios sociales como despensas de alimentos, ayuda financiera y refugio de emergencia.A veces, ofrecen aplicaciones curiosas, como una aplicación para llamar al buzón de voz de Papá Noel que se habilitó en diciembre de 2017.En octubre de 2019, se añadió un servicio de retransmisión de vídeo para usuarios sordos.
La tecnología Wi-Fi procede de Ruckus Wireless y está habilitada por los chips Vive 802.11ac Wave 2 4x4 de Qualcomm.El sistema operativo de los Links funciona con el procesador Qualcomm Snapdragon 600 y la unidad de procesamiento gráfico Adreno 320. El hardware y el software de estos pueden soportar futuras actualizaciones. El software se actualizará al menos hasta 2022, pero Qualcomm ha prometido mantener los Links durante el resto de su vida útil.
Los Links se limpian dos veces por semana. El personal de LinkNYC retira el vandalismo y la suciedad de los mismos. Cada Link tiene cámaras y más de 30 sensores de vibración para detectar si el quiosco ha sido golpeado por un objeto.Un conjunto separado de sensores también detecta si los puertos USB han sido manipulados.Si los sensores de vibración o los sensores de los puertos detectan manipulación, se muestra una alerta en la sede de LinkNYC indicando que la parte específica del Link ha sido afectada.Todos los Links tienen una fuente de alimentación de batería de reserva que puede durar hasta 24 horas si se produjera un corte de energía a largo plazo.Esto se añadió para evitar la interrupción del servicio telefónico, como ocurrió tras el huracán Sandy en 2012, que provocó cortes de electricidad en toda la ciudad, especialmente en los teléfonos públicos (que estaban conectados a la red eléctrica municipal de Nueva York).Antenna Design colaboró en el diseño general de las cabinas,fabricadas por, empresa de Comark.

#### Pantallas publicitarias

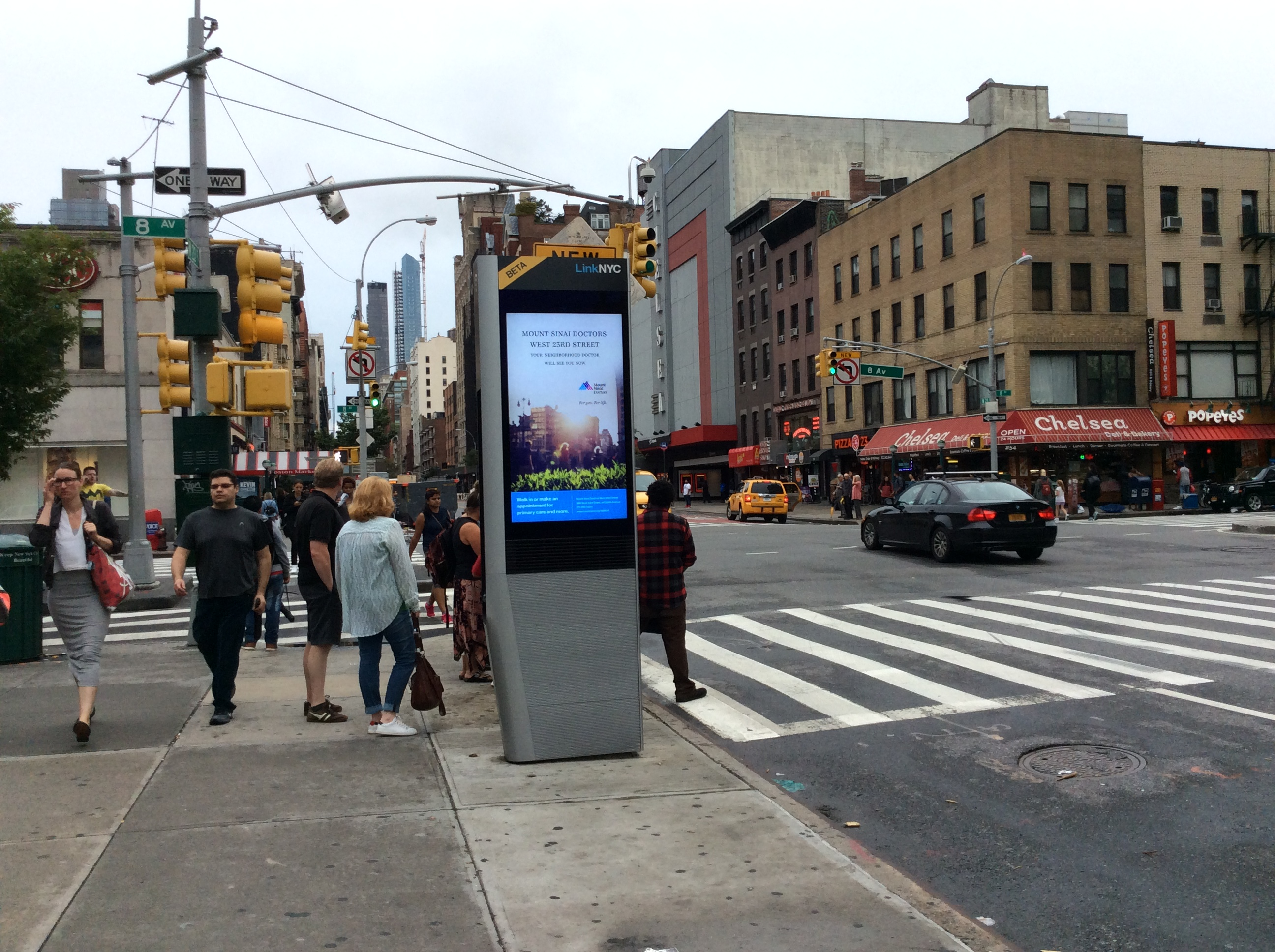
Un quiosco LinkNYC en la calle 23 y la Octava Avenida, con panel publicitario lateral

La ciudad de Nueva York no paga por el sistema porque CityBridge supervisa la instalación, la propiedad y las operaciones, y es responsable de construir la nueva infraestructura óptica bajo las calles.CityBridge declaró en un comunicado de prensa que la red sería gratuita para todos los usuarios y que el servicio se financiaría con publicidad.Esta publicidad proporcionará ingresos tanto a la ciudad de Nueva York como a los socios que participan en CityBridge.
Se calcula que la publicidad generará ingresos de más de 1000 millones de dólares en doce años, de los que la ciudad de Nueva York recibirá más de 500 millones, es decir, aproximadamente la mitad.Técnicamente, la red LinkNYC pretende funcionar como una utilidad pública de Internet con servicios publicitarios.Sin embargo, en cuatro de los cinco primeros años de actividad de los Links, los ingresos reales no alcanzaron los objetivos. Esto se debe en parte a que algunas pequeñas empresas locales y organizaciones sin ánimo de lucro recibieron espacio publicitario de forma gratuita.
Las pantallas publicitarias de los Links también muestran "NYC Fun Facts", curiosidades de una sola frase sobre la ciudad de Nueva York, así como datos de "This Day in New York" y fotografías históricas de la ciudad, que se muestran entre los anuncios.En abril de 2018, algunas pantallas publicitarias empezaron a mostrar información en tiempo real sobre la llegada de los autobuses a las rutas cercanas, utilizando datos del sistema Bus Time de la MTA.Otras cosas que se muestran en Link incluyen titulares de Associated Press, así como información meteorológica, cómics, concursos y "colaboraciones de contenido" en las que organizaciones de terceros muestran su propia información.Como parte del programa Link Local, en 2017, LinkNYC comenzó a permitir a los propietarios de pequeños negocios anunciarse en los dos quioscos LinkNYC más cercanos a sus tiendas.Los quioscos también han realizado promociones para negocios propiedad de personas de raza negray sitios LGBT.
Se prevé que los Links de algunas zonas, especialmente las de menores ingresos y tráfico, no muestren publicidad porque a CityBridge no le merece la pena anunciarse en ella.Es controvertido que los Links sin publicidad muestren velocidades de red que pueden llegar a ser una décima parte de las con publicidad. A partir de 2014, se esperaba que los barrios más ricos de Manhattan, Brooklyn y Queens tuvieran la mayor cantidad de Link con anuncios y velocidades de red rápidas, mientras que los barrios más pobres y Staten Island tendrían Link más lentos sin publicidad.CityBridge vendió menos anuncios de los esperados y dejó de pagar 70 millones de dólares que debía a la ciudad en julio de 2021.

### Postes 5G
CityBridge empezó a instalar postes Link5G por toda la ciudad en 2022. Cada poste mide 9,8 m (32 pies) de altura, más del triple que los quioscos originales;la FCC había exigido que los postes tuvieran una altura mínima de 5,9 m (19,5 pies).A diferencia de los quioscos, los postes Link5G debían instalarse en barrios sin un buen servicio de internet; el noventa por ciento de los postes debían colocarse en los barrios periféricos o en el Alto Manhattan al norte de la calle 96.
Las secciones inferiores de muchos de los postes tienen tabletas, puertos de carga USB, botones de llamada al 9-1-1 y pantallas publicitarias, similares a los quioscos originales. Las partes superiores de cada poste contienen equipos 5G instalados por empresas de telecomunicaciones, que pueden alquilar espacio en los postes a CityBridge.Las antenas 5G miden 1.600 mm (63 pulgadas) de alto y 6,4 m (21 pies) de ancho. Junto a cada antena hay una caja de 970 por 410 por 360 mm (38 por 16 por 14 pulgadas). Encima de cada poste hay cinco transmisores que miden al menos 740 mm (29 pulgadas) de alto.Aunque el servicio Wi-Fi de los postes 5G es gratuito, los usuarios tienen que pagar a sus compañías de telecomunicaciones para recibir el servicio 5G.Los postes también tienen cámaras, pero no están operativas en todo momento.

## Red
Según sus especificaciones, el Wi-Fi de Link cubrirá un radio de 46 m (150 pies)a 120 m (400 pies)Es capaz de funcionar a 1 gigabit por segundo o 1000 megabits por segundo,más de 100 veces más rápido que la velocidad media de la red Wi-Fi pública de Estados Unidos, que es de 8,7 megabits por segundo, 7 megabits por segundo de la red pública media de Estados Unidos.Los routers de LinkNYC no tienen ni límite de ancho de banda ni de tiempo de uso, lo que significa que los usuarios pueden utilizar el Wi-Fi de LinkNYC todo el tiempo que necesiten.Las llamadas telefónicas gratuitas también están disponibles para un uso ilimitado.La red solo está pensada para su uso en espacios públicos,aunque esto puede estar sujeto a cambios en el futuro.En el futuro, la red LinkNYC también podría utilizarse para "conectar sistemas de iluminación, contadores inteligentes, redes de tráfico, cámaras conectadas y otros sistemas IoT",así como para la supervisión de servicios públicos y para instalaciones 5G.
CityBridge recalcó que se toma muy en serio la seguridad y la privacidad y que nunca venderá ni compartirá con terceros información personal identificable para su propio uso": 2 Aparte de la red no segura a la que pueden conectarse directamente los dispositivos, los Links ofrecen una red cifrada que protege las comunicaciones de escuchas dentro de la red. Hay dos tipos de redes: una red privada (WPA/WPA2 segura) llamada "LinkNYC Private", que está disponible para dispositivos iOS (iPhone Operating System; Sistema Operativo Móvil) con iOS 7 y superior; y una red pública llamada "LinkNYC Free Public Wi-Fi", que está disponible para todos los dispositivos pero solo está protegida por el navegador del dispositivo.
Los usuarios de la red privada tendrán que aceptar una clave de red para conectarse a la red Wi-Fi de LinkNYC.Esto convertiría a la ciudad de Nueva York en uno de los primeros municipios estadounidenses en disponer de una red cifrada y gratuita,así como en el mayor de Norteamérica.LinkNYC sería también el proveedor de acceso a Internet más rápido del mundo, con velocidades de descarga y subida entre 15 y 32 veces superiores a las de las redes gratuitas de Starbucks, el aeropuerto de LaGuardia y los hoteles de Nueva York.

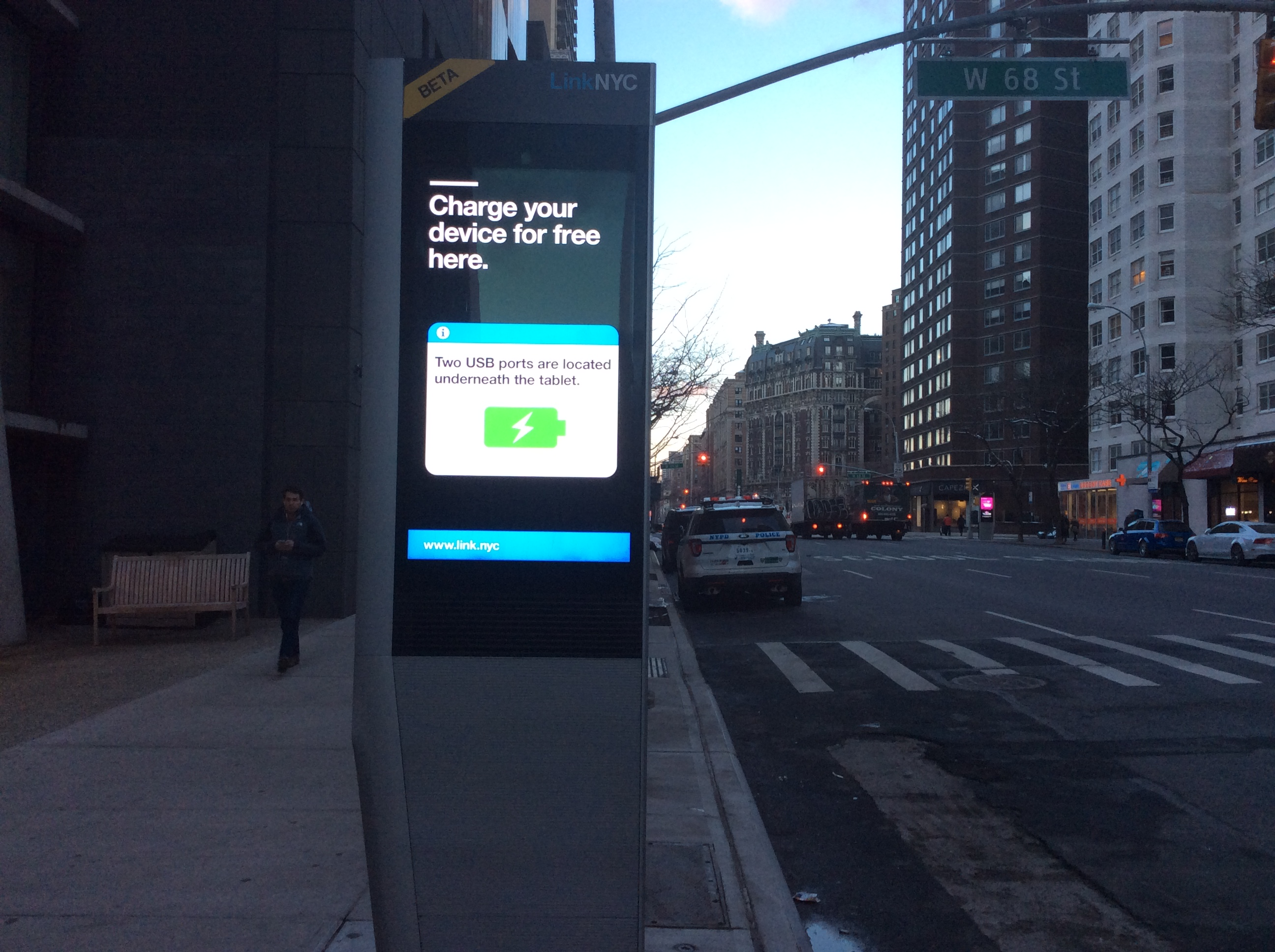
Un Link anunciando la carga de teléfonos en el quiosco

En un principio, el consorcio CityBridge iba a incluir a Transit Wireless, la empresa que mantiene el sistema inalámbrico del metro de Nueva York.Sin embargo, como ninguna de las dos empresas se mencionaba en sus respectivas páginas web, un redactor de comunicación especuló con la posibilidad de que el acuerdo aún no se hubiera puesto en marcha o hubiera fracasado. Transit Wireless declaró que "aún no se han ultimado los detalles", y CityBridge "prometió comunicárselo cuando dispusiera de más información".
La red es extremadamente popular y, en septiembre de 2016, alrededor de 450 000 usuarios únicos y más de un millón de dispositivos se conectaban a los Links en una semana media.En esa fecha, los Links se habían utilizado un total de más de 21 millones de veces,cifra que aumentó a más de 576 000 usuarios únicos el 4 de octubre,con 21.000 llamadas telefónicas realizadas solo en la semana anterior.En enero de 2018, el número de llamadas registradas por el sistema LinkNYC había ascendido a 200 000 al mes, es decir, 50 000 a la semana de media. También había 600.000 usuarios únicos que se conectaban a los servicios Wi-Fi o de telefonía móvil de los Links cada semana.En septiembre de 2018, la red LinkNYC superó las 500.000 llamadas mensuales de media, los 1000 millones de sesiones totales y los 5 millones de usuarios mensuales.
Un redactor del sitio web Motherboard observó que la red LinkNYC también ayudaba a conectar a las comunidades pobres, ya que las personas de estas comunidades acuden a reunirse en los Links. Esto se debe al hecho de que la red proporciona servicio a todos los neoyorquinos independientemente de sus ingresos, pero ayuda especialmente a los residentes que, de otro modo, habrían utilizado sus teléfonos inteligentes para acceder a Internet mediante 3G y 4G. La Oficina de Política e Investigación de la ciudad de Nueva York publicó un informe en 2015 en el que se afirmaba que una cuarta parte de los residentes no tiene acceso a internet de banda ancha en casa, incluido el 32% de los residentes desempleados.
En enero de 2018, el número más marcado en la red LinkNYC era la línea de ayuda del sistema estatal de transferencia electrónica de prestaciones, que distribuye cupones de alimentos a los residentes con bajos ingresos.Se considera que la red LinkNYC solo mitiga en cierta medida esta desigualdad en internet, ya que muchos barrios pobres, como algunos del Bronx, recibirán relativamente pocos Links.LinkNYC se considera un ejemplo de infraestructura urbana inteligente en la ciudad de Nueva York, ya que es un sistema tecnológicamente avanzado que ayuda a facilitar la conectividad tecnológica.

## Preocupaciones

### Seguimiento
El despliegue de los Links, el método y el proceso, eventual selección y propiedad de las entidades implicadas en el proyecto ha sido objeto de escrutinio por parte de los defensores de la privacidad, que expresan su preocupación por las condiciones del servicio, el modelo financiero y la recopilación de datos de los usuarios finales.Estas preocupaciones se ven agravadas por la implicación de Sidewalk Labs, que pertenece al holding de Google, Alphabet Inc.Google ya tiene la capacidad de rastrear la mayoría de las visitas a sitios web,y LinkNYC podría utilizarse para rastrear los movimientos de la gente,escribió Nick Pinto, del Village Voice, un periódico del Bajo Manhattan:

Google está en el negocio de recopilar tanta información como pueda, de tantas fuentes como sea posible, hasta que alguien intervenga para detenerlo. ... Pero LinkNYC supone un paso radical incluso para Google. Se trata de un esfuerzo por establecer una presencia permanente en nuestra ciudad, manzana por manzana, y extender su modelo en línea al paisaje físico que los seres humanos ocupamos a diario. A continuación, la empresa pretende clonar ese sistema y empezar a venderlo en todo el mundo, gobierno por gobierno, a cuantos lo compren.

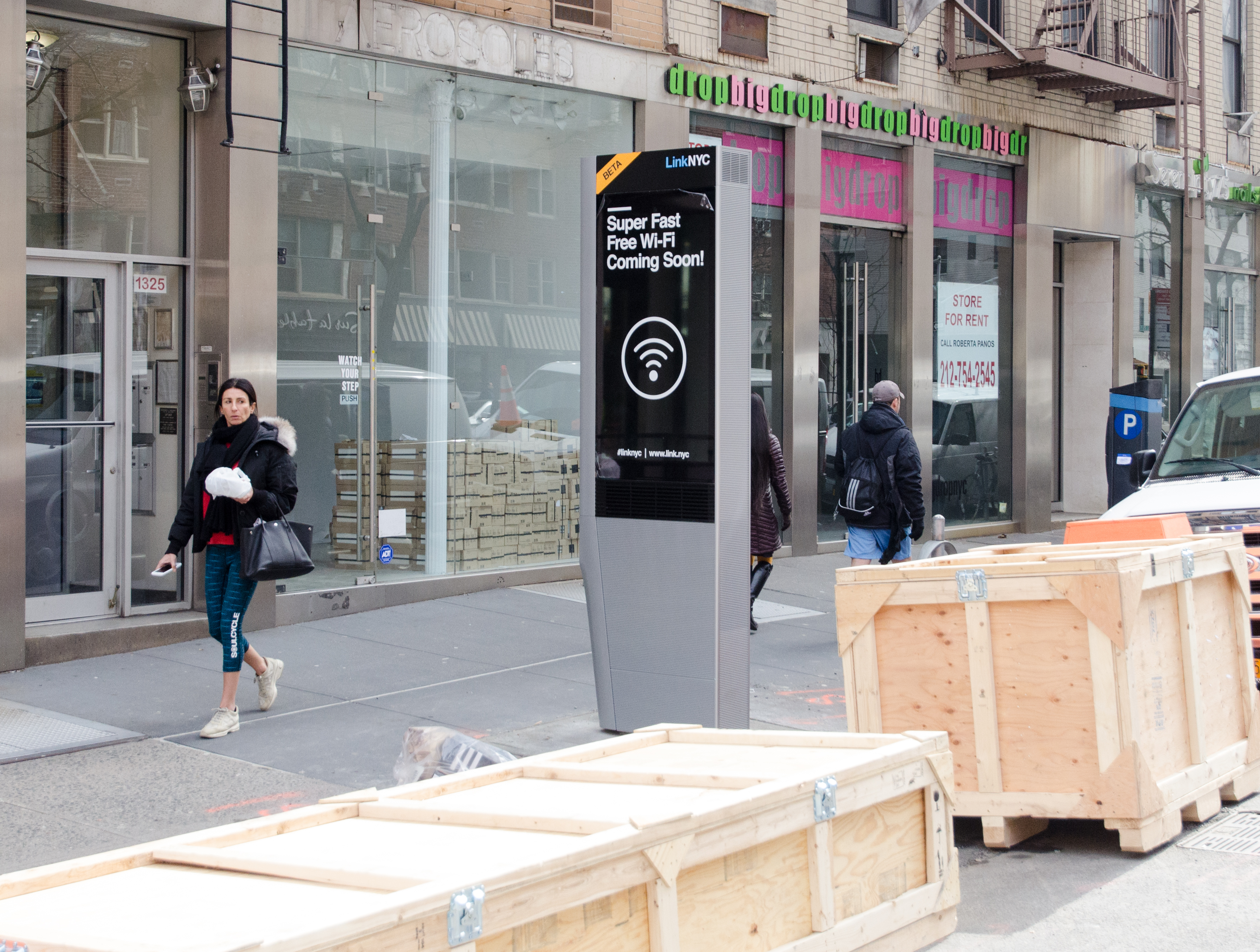
Un Link recién instalado

En marzo de 2016, la Unión de Libertades Civiles de Nueva York (NYCLU: New York Civil Liberties Union), la oficina de Nueva York de la Unión Americana de Libertades Civiles, escribió una carta al alcalde de Blasio expresando sus preocupaciones sobre la privacidad.En la carta, los representantes de la NYCLU señalaron que CityBridge podría estar reteniendo demasiada información sobre los usuarios de LinkNYC. También afirmaban que la política de privacidad era imprecisa y debía aclararse. Recomendaron que se volviera a redactar la política de privacidad para que mencionara expresamente si los sensores ambientales o las cámaras de los Links están siendo utilizados por la policía de Nueva York para la vigilancia o por otros sistemas de la ciudad.En respuesta, LinkNYC actualizó su política de privacidad para dejar claro que los quioscos no almacenan el historial de navegación de los usuarios ni rastrean los sitios web visitados mientras se utiliza la red Wi-Fi de LinkNYC,una medida que la NYCLU elogió.
En un incidente no relacionado, Titan, uno de los miembros de CityBridge, fue acusado de incrustar radiotransmisores Bluetooth en sus teléfonos, que podían utilizarse para rastrear los movimientos de los usuarios sin su consentimiento.Más tarde se descubrió que estas balizas habían sido autorizadas por el DOITT, pero "sin ninguna notificación pública, consulta o aprobación", por lo que fueron retiradas en octubre de 2014.A pesar de la retirada de los transmisores, Titan propone colocar dispositivos de seguimiento similares en Links, pero si la empresa decide seguir adelante con el plan, tiene que notificarlo al público con antelación.
En 2018, un estudiante universitario del New York City College of Technology, Charles Myers, descubrió que LinkNYC había publicado carpetas en GitHub tituladas "LinkNYC Mobile Observation" y "RxLocation". Las compartió con el sitio web The Intercept, que escribió que las carpetas indicaban que se estaban recopilando datos identificables del usuario, incluida información sobre sus coordenadas, navegador web, sistema operativo y detalles del dispositivo, entre otras cosas. Sin embargo, LinkNYC rebatió estas afirmaciones y presentó una demanda en virtud de la Digital Millennium Copyright Act para obligar a GitHub a eliminar los archivos que contenían código que Meyer había copiado de la cuenta de GitHub de LinkNYC.

### Otros problemas de privacidad
Según LinkNYC, no supervisa la red Wi-Fi de sus quioscos ni facilita información a terceros. Sin embargo, se facilitarán datos a las fuerzas de seguridad en los casos en que LinkNYC esté legalmente obligado.Su política de privacidad establece que puede recopilar información de identificación personal (IIP:Personally Identifiable Information) de los usuarios para facilitarla a "proveedores de servicios y subcontratistas en la medida en que sea razonablemente necesario para permitirnos prestar los servicios; a un tercero que adquiera CityBridge o la mayoría de sus activos, si CityBridge fuera adquirida por ese tercero; a un tercero con el que debamos compartir legalmente información sobre usted; a usted, a petición suya; y a otros terceros con su consentimiento expreso para hacerlo".La información de identificación no personal puede compartirse con proveedores de servicios y anunciantes.La política de privacidad también establece que "en caso de que recibamos una solicitud de una entidad gubernamental para que le proporcionemos su Información personal, haremos todo lo posible para notificárselo.
También preocupa que, a pesar del cifrado WPA/WPA2 (Wi-Fi Protected Access; Acceso Wi-Fi protegido), los piratas informáticos puedan robar los datos de otros usuarios, sobre todo teniendo en cuenta que la red Wi-Fi de LinkNYC tiene millones de usuarios. Para reducir el riesgo de robo de datos, LinkNYC está desplegando un sistema de cifrado mejor para los dispositivos que tienen Hotspot 2.0.Otra preocupación es que los piratas informáticos puedan afectar a la propia tableta redirigiéndola a un sitio de cuando los usuarios introduzcan datos personales o añadiendo un programa de registro de pulsaciones de teclas a las tabletas.Para protegerse contra esto, CityBridge coloca "una serie de filtros y proxies" que impiden que la instalación de malware; finaliza una sesión cuando se detecta que una tableta se está comunicando con un servidor de mando y control; y reinicia todo el quiosco tras 15 segundos de inactividad.Los puertos USB se están configurando para que solo se puedan utilizar para cargar dispositivos. Sin embargo, los puertos siguen siendo susceptibles de manipulación física con skimmers, lo que puede provocar que el dispositivo de un usuario se infecte con malware mientras se carga; esto se evita gracias a los más de 30 sensores antivandálicos de cada Link.
Otra preocupación es que una persona pueda llevar a cabo un ataque de suplantación de identidad cambiando el nombre de su red Wi-Fi personal a "LinkNYC". Esto es potencialmente peligroso, ya que muchos dispositivos electrónicos tienden a conectarse automáticamente a redes con un nombre determinado, pero no diferencian entre las diferentes redes.Un periodista de The Verge sugirió que, para eludir esto, una persona podría apagar el Wi-Fi de su dispositivo móvil mientras está cerca de un quiosco, u "olvidar" la red LinkNYC por completo.
Las cámaras situadas en la parte superior de la tableta de cada quiosco planteaban un problema en algunas comunidades en las que estas cámaras daban al interior de los edificios. Sin embargo, en julio de 2017, las cámaras no estaban activadas.

### Acceso al navegador y filtrado de contenidos

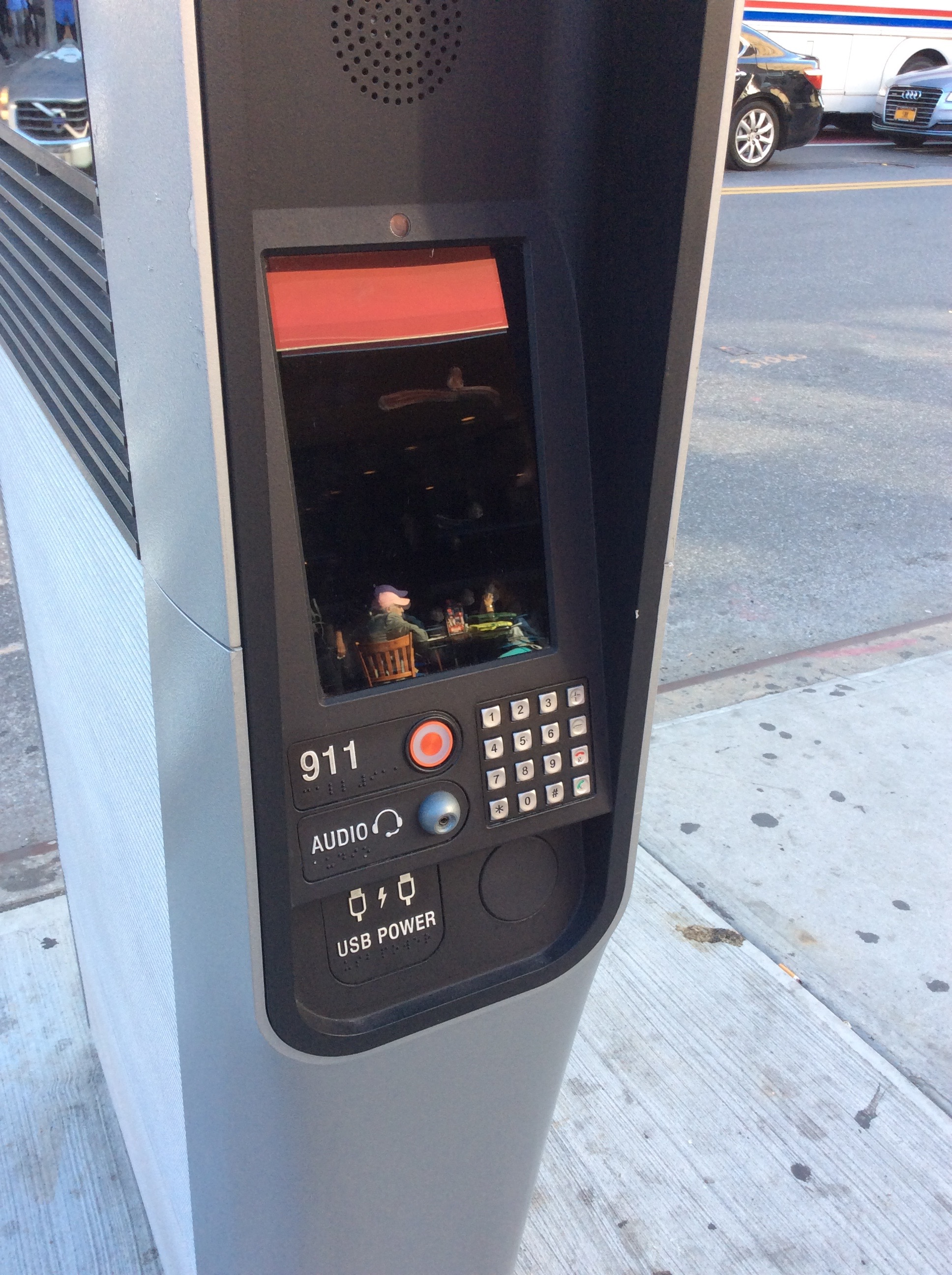
Link con su tableta apagada debido al cierre de las funciones de navegación de las pantallas en septiembre de 2016. En su lugar, la tableta muestra el reflejo de la escena callejera de fondo.

En el verano de 2016, se estableció un filtro de contenidos en los Links para restringir la navegación a determinados sitios web, como los de pornografía y otros con contenido inapropiado para el trabajo (NSFW: Not safe/suitable for work).Esto se describió como un problema especialmente entre las personas sin hogar,y al menos un vídeo mostró a un vagabundo viendo pornografía en una tableta LinkNYC.Este problema supuestamente ha estado en curso desde al menos enero de 2016.A pesar de la existencia del filtro, los usuarios de Link todavía encontraron una manera de evadir estos filtros.
Los filtros, que consistían en Google SafeSearch, así como en un bloqueador web basado en los bloqueadores web de muchos colegios, eran intencionadamente laxos al principio porque LinkNYC temía que unos filtros más estrictos que bloquearan determinadas palabras clave alejaran a los clientes.Otros problemas son el hecho de que los "estimulantes" contenidos generados por los usuarios pueden encontrarse en sitios web populares y relativamente interactivos como Tumblr y YouTube; es difícil bloquear contenidos NSFW en estos sitios, porque eso supondría bloquear todo el sitio web cuando sólo una pequeña parte alberga contenidos NSFW. Además, para LinkNYC era difícil, si no imposible, bloquear nuevos sitios web con contenidos NSFW, ya que se crean constantemente.
Pocos días después de las declaraciones de Díaz y Johnson, los navegadores web de las tabletas integradas en los Links se desactivaron indefinidamente por temor a actividades ilícitas como el tráfico de drogas y la navegación por sitios web NSFW.LinkNYC citó "actos lascivos" como motivo para desactivar la capacidad de navegación de las tabletas.Una residente de Murray Hill informó de que un vagabundo "se montó con entusiasmo" un Link en su barrio mientras veía pornografía.A pesar de que las tabletas están desactivadas, las funciones 9-1-1, los mapas y las llamadas telefónicas seguirían siendo utilizables, y la gente puede seguir usando el Wi-Fi de LinkNYC desde sus propios dispositivos.
La desactivación de los navegadores de las tabletas LinkNYC había avivado los temores a nuevas restricciones en los Links. El periódico británico The Independent encuestó a algunos neoyorquinos sin hogar y descubrió que, aunque la mayoría de estos ciudadanos sin hogar utilizaban los quioscos por motivos legítimos (normalmente no para navegar por contenidos NSFW), muchos de los entrevistados temían que LinkNYC acabara cobrando dinero por utilizar Internet a través de los Links o que los quioscos fueran demolidos por completo.The Guardian, otro periódico británico, llegó a una conclusión similar; uno de los usuarios de LinkNYC a los que entrevistó dijo que los Links son "muy útiles, pero por supuesto la gente mala lo estropeó para todo el mundo". En un comunicado de prensa, LinkNYC refutó los temores de que el servicio fuera a ser de pago o eliminado, aunque sí declaró que se estaban implementando varias mejoras, como la atenuación de los quioscos y la reducción de los volúmenes máximos, para reducir el efecto de los quioscos en las comunidades circundantes.
Inmediatamente después de desactivar la capacidad de navegación de las tabletas, las denuncias de merodeo cerca de los quioscos disminuyeron en más de un 80 %.Al año siguiente, dichas denuncias habían descendido un 96 % respecto a la cifra anterior a septiembre de 2016. El uso de las tabletas, en su conjunto, ha aumentado un 12 %, con más usuarios únicos que acceden a mapas, llamadas telefónicas y al 3-1-1.

### Denuncias por molestias
Se han recibido quejas dispersas en algunas comunidades de que las propias torres de LinkNYC se consideran una molestia. Estas quejas tienen que ver principalmente con el merodeo, el acceso a los navegadores y el volumen de los quioscos, de los cuales la ciudad ha resuelto los dos últimos. Sin embargo, estas quejas por molestias son poco frecuentes en toda la ciudad; de los 920 quioscos instalados en toda la ciudad hasta entonces, solo se había producido una queja relacionada con el propio diseño del quiosco.
En septiembre de 2016, el presidente del distrito del Bronx, Rubén Díaz Jr, pidió a los dirigentes municipales que tomaran medidas más estrictas, afirmando que "tras conocer el uso inapropiado y excesivo de Links en toda la ciudad, en particular en Manhattan, ha llegado el momento de realizar ajustes que permitan a todos los residentes de nuestra ciudad utilizar este servicio de forma segura y cómoda.".El concejal Corey Johnson declaró que algunos agentes de policía habían pedido que se retiraran varios Link en Chelsea porque algunos indigentes habían estado viendo contenidos NSFW en estos mientras había niños cerca.Barbara A. Blair, presidenta de la Garment District Alliance, declaró que "la gente se está congregando alrededor de estos Link hasta el punto de que están trayendo muebles y construyendo pequeños campamentos agrupados alrededor de ellos. Se ha creado una situación realmente lamentable y deplorable".
Un problema relacionado con el acceso al navegador de las tabletas fue que, aunque éstas estaban pensadas para que la gente las utilizara durante un breve periodo de tiempo, los Links empezaron a ser "monopolizados" casi en cuanto se presentaron.Algunas personas los utilizaban durante horas seguidas.En particular, los neoyorquinos sin hogar merodeaban a veces por los Links, utilizando dispensadores de periódicos y cajas de leche como "muebles improvisados" en los que sentarse mientras se utilizaban.El New York Post describió los Links como "salas de estar para vagabundos".Como resultado, el personal de LinkNYC estaba trabajando en una forma de ayudar a garantizar que estos no fueran monopolizados por una o dos personas.Las propuestas de solución incluían poner límites de tiempo al tiempo que las tabletas podían ser utilizadas por una sola persona.
Algunas personas afirmaron que los Links también podían utilizarse para merodear y realizar llamadas telefónicas ilícitas.El propietario de un bar de Hell's Kitchen citó su preocupación por los usuarios de un Link situado justo delante de su bar, entre ellos un vagabundo del que un cliente se quejó de que era un " sinvergüenza " que veía pornografía animal, así como varias personas que hicieron tratos con drogas utilizando las funciones telefónicas del Link mientras había familias cerca.En Greenpoint, los vecinos alegaron que, tras la activación de los Links en su barrio en julio de 2017, estos quioscos en concreto se convirtieron en lugares de venta de drogas; sin embargo, ese Link en concreto se instaló cerca de un conocido punto de venta de drogas.

## Mayor despliegue
Intersection, en colaboración con la empresa británica de telecomunicaciones BT y la agencia de publicidad británica Primesight, también tiene previsto instalar hasta 850 Link en el Reino Unido, incluido Londres, a partir de 2017. Los quioscos LinkUK, como se llamarán, son similares a los quioscos LinkNYC de Nueva York. Estos Link sustituirán a algunas de las emblemáticas cabinas telefónicas de Londres debido a su antigüedad.Los primeros cien Link se instalarían en el distrito de Camden.Los Links dispondrán de tabletas, pero no podrán navegar por Internet debido a los problemas a los que se enfrentó LinkNYC para habilitar los navegadores de las tabletas.
A principios de 2016, Intersection anunció que podría instalar unos 100 Link en una ciudad de tamaño medio de Estados Unidos, siempre que ganara el Desafío de Ciudad Inteligente del Departamento de Transporte de Estados Unidos.Aproximadamente 25 manzanas de esa ciudad recibirán los Links, que se integrarán con la iniciativa de análisis de datos de transporte de Sidewalk Labs, Flow. En verano de 2016, la ciudad de Columbus (Ohio) fue anunciada como ganadora del Desafío de Ciudad Inteligente.Intersection ha propuesto instalar Link en cuatro barrios de Columbus.
En julio de 2017, la ciudad de Hoboken (Nueva Jersey), situada al otro lado del río Hudson desde Manhattan, propuso añadir quioscos Wi-Fi gratuitos en sus zonas peatonales más transitadas. Se propone que Intersection instale los quioscos, que también son una iniciativa de ciudad inteligente.